# Inna Lasovskaja
Inna Aleksandrovna Lasovskaja, ryska: Инна Александровна Ласовская, född den 17 december 1969, är en rysk före detta friidrottare (trestegshoppare).
Lasovskaja tillhörde de tidiga pionjärerna inom det kvinnliga tresteget och bland hennes meriter märks en silvermedalj från OS 1996 i Atlanta. Lasovskaja blev även silvermedaljör vid EM 1994 i Helsingfors. Däremot var Lasovskaja mer lyckosam inomhus med guld både vid EM 1994 och VM 1997.
Lasovskajas personliga rekord är på 15,09 från en tävling 1997.